# Castrul roman Bersobis
Castrul roman Bersobis se află în vatra satului Berzovia, județul Caraș-Severin, pe malul din stânga Bârzavei, și a constituit pentru o vreme garnizoana legiunii a IV-a Flavia Felix. Castrul este realizat din pământ și are două faze de construcție.
În vecinătatea castrului s-a dezvoltat o așezare civilă care se dezvoltă până în secolul al IV-lea.
În anul 1998 s-au început săpăturile pentru cercetarea clădirii comandantului, principia.